# Коштани томахавк
Коштани томахавк (енгл. Bone Tomahawk) је амерички вестерн хорор филм независне продукције из 2015. у режији Крејга Захлера, са Куртом Раселом, Патриком Вилсоном, Метјуом Фоксом, Ричардом Џенкинсом, Лили Симонс, Дејвидом Аркетом и Кетрин Морис у главним улогама. Премијера филма била је на Фантастик фесту, 25. септембра 2015, након чега је имао ограничено приказивање у биоскопима током октобра исте године.
Филм је добио позитивне критике и освојио награде на бројним филмским фестивалима. На сајту Rotten Tomatoes оцењен је са 91%. Као главне позитивне стране, критичари наводе глуму и режију, а као главну негативну, чињеницу да је филм требало да траје краће. Због ограничене биоскопске премијере, филм је био комерцијални неуспех.

## Радња
Током 1890-их, двојица скитница, Первис и Бади, преживљавају тако што пљачкају и убијају путнике на Дивљем западу. Једног дана, док су прелазили преко индијанског гробља, њих напада група канибала. Они убијају Бадија, а Первис успева да побегне.
Једанаест дана касније, он стиже у мали град Брајт Хоуп (у преводу „светла нада”). Канибали који су га пратили, убијају неколико мештана, а неколико одводе са собом. Шериф Френклин Хант предводи потрагу за несталим суграђанима...

## Улоге
| Глумац            | Улога                   |
| ----------------- | ----------------------- |
| Курт Расел        | шериф Френклин Хант     |
| Патрик Вилсон     | Артур О'двајер          |
| Метју Фокс        | Џон Брудер              |
| Ричард Џенкинс    | заменик шерифа Чикори   |
| Лили Симонс       | Саманта О'двајер        |
| Еван Џонигкејт    | заменик шерифа Ник      |
| Дејвид Аркет      | Первис                  |
| Сид Хејг          | Бади                    |
| Гено Сеџерс       | канибал са кљовама      |
| Фред Меламед      | Кларенс                 |
| Кетрин Морис      | Лорна Хант              |
| Шон Јанг          | госпођа Портер          |
| Еди Спирс         | канибал са томахавком   |
| Џејмс Толкан      | пијаниста               |
| Ро Леиба          | канибал са лобањом вука |
| Мајкл Паре        | господин Валингтон      |
| Џејмисон Њуландер | мајор                   |
| Зан Макларнон     | професор                |
| Џеј Таваре        | оштрозуби канибал       |